# Фауна Швеции (Линней)
Fauna Svecica (с лат. — «Фауна Швеции». Стокгольм, 1746; 2-е издание, Стокгольм, 1761) — книга, написанная шведским натуралистом Карлом Линнеем (1707—1778).

## Описание издания

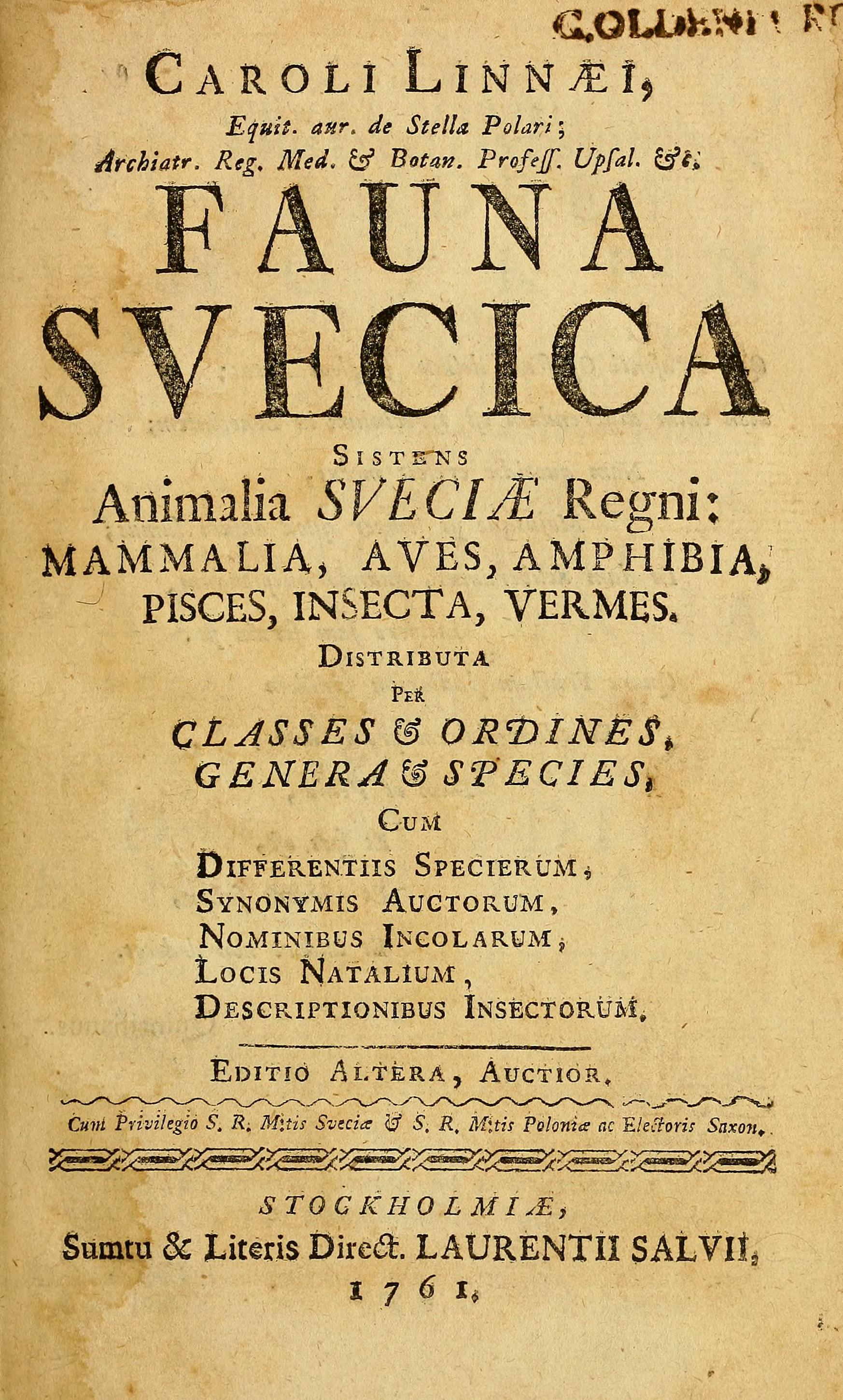
2-е изд. (1761)

Полное оригинальное название публикации на латинском языке: Fauna Svecica: sistens animalia Sveciæ regni: qvadrupedia, aves, amphibia, pisces, insecta, vermes, distributa per classes & ordines, genera & species. Cum differentiis specierum, synonymis autorum, nominibus incolarum, locis habitationum, descriptionibus insectorum («Фауна Швеции: царство животных: четвероногие, птицы, рептилии, амфибии, рыбы, насекомые, черви, распределенные по классам и отрядам, родам и видам. С указанием различий видов, синонимов, имён авторов, мест обитания и описания насекомых»).
Это была первая полная сводка о животных, населяющих Швецию.
Описание некоторых групп насекомых он взял у шведского энтомолога Карла де Гера (1740).

## Переиздание
Fauna Svecica, издание 2, 1761.